# Brenno Fontanesi
Brenno Fontanesi (Bagnolo in Piano, 18 ottobre 1931 – Bagnolo in Piano, 24 febbraio 2011) è stato un calciatore italiano, di ruolo portiere.
È scomparso nel 2011 all'età di 79 anni, a seguito di un malore occorsogli mentre giocava a tennis.

## Carriera
Ha disputato 15 incontri in Serie A con la maglia del Napoli, nelle cui file ha militato per cinque stagioni dal 1954 al 1959, come portiere di rincalzo del titolare Ottavio Bugatti.

## Palmarès

### Club

#### Competizioni nazionali
- Serie D: 1

Casertana: 1962-1963